# Risky Melody
Risky Melody（リスキー メロディ）は日本の5人組ガールズバンド。略称は「リスメロ」。
2014年、ボーカルのALICEを中心に結成。日本国内にて最もライブを実施するガールズバンドと称され活動。年間のライブ本数は200本近く。結成10周年である2024年2月、徳間ジャパンコミュニケーションズからメジャー・デビュー。

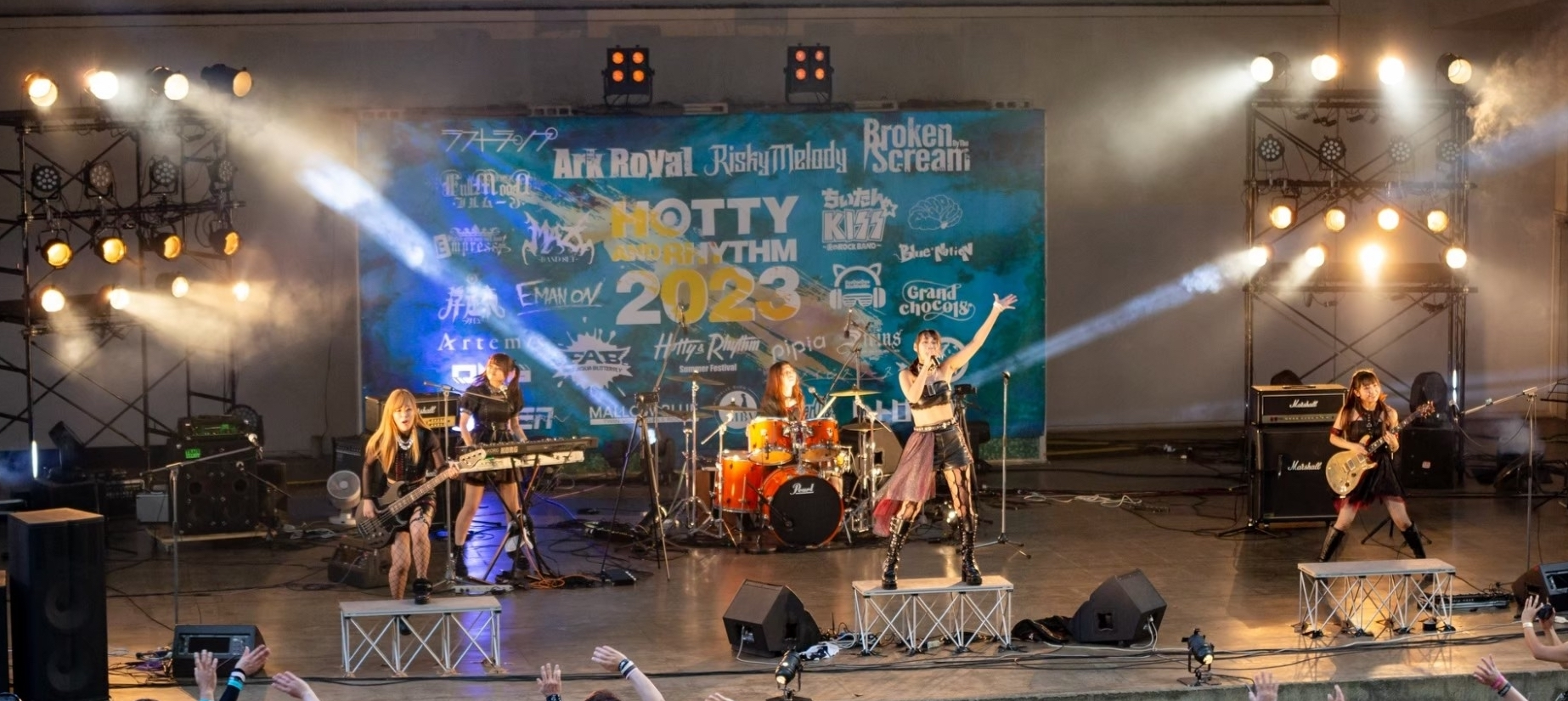
Risky Melody 2024

## メンバー
- ALICE(日野アリス) - ボーカル、誕生日：2月4日、出身地：東京都[1]
  - 「日野アリス」としてミスFLASH2020審査員特別賞受賞[2]。
- AYA(一ノ瀬彩)  - キーボード、誕生日：5月31日、出身地：千葉県[1]
- ayae - ドラム、誕生日：4月30日、出身地：神奈川県[1]
- HaRU(碧海陽) - ベース、誕生日：7月18日、出身地：神奈川県[1]
- Asumi - ギター、誕生日：3月16日、出身地：宮城県[1]

## 来歴
10代の頃から役者/タレント活動をしていたボーカルのALICE（当時:日野ありす）が、人生を賭けたバンドを組みたい想いからメンバーを集めRisky Melodyを建国記念日に合わせた2014年2月11日に結成する。同日を「Risky Melodyの日」にすることに決め、デビューライヴを敢行、活動開始。バンドの目標は、ALICEが学生時代に毎日東京ドームの前を通って通学していたことから、「東京ドームでライブをすること」となった。同年10月から12月にかけて、TOKYO MXにてガールズロック専門音楽情報バラエティ「G-ROCK PARTY」をスタート。番組進行MCはALICEとまちゃまちゃが務め、番組と連動したライヴイベントも開催。
2015年、2016年に開催した1stワンマン、2ndワンマンライブは観客で会場が超満員になり体調不良者が出るほどであった。
2015年冬、初の全国ツアー終了後、アフターイベントを下北沢VOICE FACTORYで行う。その後、プロデューサーが突如その会場を借りると言い始め、ここから同所がホームのライヴハウスとなる（オーナーは劉哲志）。床や内装などは、メンバー自らで手掛けた。その後も、「自分の道は自分でつくる」というバンドの信念のもと、毎年野外フェスを所沢航空記念公園にて開催するなど、様々な活動を行った。
2017年、のちに二期メンバーとなるAYA、ayaeがそれぞれ所属事務所の後輩バンドメンバーとして活動開始。当時二人はRisky Melody活動の手伝いなども行っていた。3月、新国立劇場にて舞台「海街diary」にて演奏を担当。4月、ALICEが「日野ありす」から「日野アリス」に改名。7月、ALICEが自身の主催イベント「Hotty&Rhythm」を初開催。ノンジャンルのガールズ音楽イベントとして開催。12月、シングル「虹色☆time」がテレビ東京系「おしゃべりオジサンと怒れる女」にて初めてのタイアップ楽曲に決まる。
2018年2月、結成時のメンバーであるMAYU、MAI、Rieの脱退が決まり、ラストツアーを開催。4月28日、初期メンバーラストライブ開催。新メンバーとしてAYA、ayae、HaRU、Reiの加入を発表。5月4日、第二期デビューライブ開催され、以降この日が第二期の記念日となる。9月にRei脱退。
2019年4月28日、Asumi加入。当時メンバーの脱退が重なっていたことからギターの新メンバー加入を躊躇し、ギターレスバンドとして4人で活動していくことを決意していたが、ワンマンライブ開催1ヶ月前に、突如Asumiが仙台から上京し、加入が決定した。8月、舞台「DIGITAL HOMUNCULUS」にバンドとして演奏出演。ALICEはキャストとしても出演。
2020年3月、新型コロナウイルス感染拡大の影響により、予定されていたライブ中止が相次ぎ、4月、渋谷CLUB QUATTROで開催予定のワンマンライブが延期となる。以降冬頃まで有観客ライブができなくなり、バンド存続が危機的状況となるが、このピンチを乗り切ろうと考え、ホームのライヴハウスである下北沢VOICE FACTORYにてYouTube撮影や配信ライブなどに励む。自粛ムードが続き、バンドでのイベントが著しく減少したことから活動自体が難しくなったが、活動を存続させるためコロナ禍限定のユニット「FTC Project」を並行し活動。ライブのできない期間を乗り越え、2021年11月に2年半振りとなるフルアルバム「ESPERANZA」をリリース、久々となる全国ツアーを実施。
2022年4月、かわさきFMにてALICEが出演する「日野アリスのおひさまラジオ」スタート（毎月第3木曜日13:30-14:00）。6月、静岡県で開催される「2022 SBSカップ国際ユースサッカー大会」のテーマソングに書き下ろしの新曲「Endless Dream」が選出される。下半期、ホームである下北沢VOICE FACTORYが経営危機に陥り、社長より同所を手放す通達がされるが、大事な思い出の詰まった場所を手放す事にメンバーは断固拒否。翌2023年に決まっていたスケジュールを全て白紙にし、ホームでひたすらライブ活動をすることを決意。「To Survive」をテーマにし、ほぼ毎週ミニワンマンライブを開催、12月末に同所の存続が決定した。
2023年7月3日、「川崎CLUB CITTA'」にて結成9周年を記念したワンマンライブを開催。当日には、同公演に向け「Road to CITTA'」として続けていた路上ライブを観覧したリスナーも数多く集まり、大成功に終える。翌2024年にメジャー・デビューすることを発表した。
2024年1月、「狛江エフエム」にてレギュラー番組「LIVE is LIFE」スタート（毎週日曜日 24:00-24:25）。2月14日、徳間ジャパンコミュニケーションズよりメジャー・デビュー。バンド結成より10年を迎えるタイミングに、本人たちは"変わらない"という強いポリシーを持って活動。デビューシングル「いたいいたいあい」は、ダメ元でオファーした相川七瀬が作詞を担当。
2025年1月17日、『メジャーデビューシングル「いたいいたいあい」Release Tour Risky Melody 10th Anniversary Tour 「Love is…」Final ONE-MAN LIVE「君と僕となら越えていける -10th Anniversary -」 at Zepp Shinjuku』をZepp Shinjuku (TOKYO)にて開催。

## 作品
- シングル
- ミニアルバム
- アルバム（1st：2nd：3rd）
- 映像作品